# Rapsodie espagnole
Rhapsody Tây Ban Nha là tác phẩm 4 chương mà nhà soạn nhạc người Pháp Maurice Ravel viết cho dàn nhạc giao hưởng. Ravel viết tác phẩm này vào năm 1907.